# Finnåker
Finnåker är ett nedlagt bruk i Lindesbergs kommun i Örebro län. Det forna järnbruket Finnåker ligger några kilometer norr om byn Finnåker. 

## Historik
Finnåkers bruk är ett tidigare järnbruk med stångjärnssmide och spik- och manufaktursmide. Bruket har tillhört Louis De Geer och från 1660 släkten Soop. Bruket ägdes senare av Soops arvingar inom adelssläkterna von Fersen, Dohna med flera. Efter en långvarig rättegång övergick bruket helt i von Fersens ägo. Så småningom lades bruksrörelsen ner. Under 1800-talet övertogs Finnåker av politikern Carl Johan Thyselius. Hans dotter Siri ingick år 1894 äktenskap med den norske författaren Nils Collett Vogt. Denne byggde år 1908 den nuvarande herrgården. År 1967 övertog Svenska kyrkan Finnåker och driver där en kurs- och lägergård. Tillsammans med Stiftsgården  Rättvik så utgör Finnåker Västerås stifts kursgårdar. 

## Verksamhet
I herrgården finns idag matsal, reception samt sällskaps- och konferensrum. Lägergårdarna utnyttjas bland annat till konfirmandläger.
Finnåker är känt för musikfestivalen Rock for Moc som drevs av Svenska kyrkans unga och Västerås stift åren 1992-2012. 
På Finnåkers kursgård bedrivs rollspelskonfirmation i ett samarbete mellan Västerås Stift och Svenska kyrkans unga Camelot. Arbetet med rollspel som Camelot bedriver har sin plats på Finnåkers kursgård där de arrangerar flera veckolånga läger per år. 
I närheten av Finnåker finns den grunda och vassrika Finnåkerssjön, som är känd för sitt rika fågelliv. Där rastar bland annat mängder av vadare, änder och sångsvan.